# Hrvatsko Polje
Hrvatsko Polje je naselje u Hrvatskoj, u Ličko-senjskoj županiji. Naselje se nalazi blizu Otočca.

## Povijest
Mjesto je do 1924. bilo poznato pod imenom Vlaško Kompolje, Kompolje Vlaško ili Vlaško Polje.
Godine 1941. donesena je Naredba o promjeni imena sela i katastarske općine Srpsko Polje u Hrvatsko Polje.

## Stanovništvo
- 2001. – 215
- 1991. – 395 (Srbi – 241, Hrvati – 151, ostali – 3)
- 1981. – 498 (Srbi – 238, Hrvati – 209, Jugoslaveni – 50, ostali – 1)
- 1971. – 671 (Hrvati – 348, Srbi – 318, Jugoslaveni – 2, ostali – 3)

| broj stanovnika | 999   | 1190  | 982   | 1105  | 1174  | 1263  | 1178  | 1147  | 978   | 884   | 746   | 671   | 498   | 395   | 215   | 187   | 126   |
|                 | 1857. | 1869. | 1880. | 1890. | 1900. | 1910. | 1921. | 1931. | 1948. | 1953. | 1961. | 1971. | 1981. | 1991. | 2001. | 2011. | 2021. |

### Članci
- Samardžija, Marko. 2003. Promjene imena hrvatskih naseljenih mjesta od mjeseca travnja do kraja godine 1941. Folia onomastica Croatica. Filozofski fakultet Sveučilišta u Zagrebu. Zagreb.  (12/13): 425–432